# RWE Westfalen-Weser-Ems

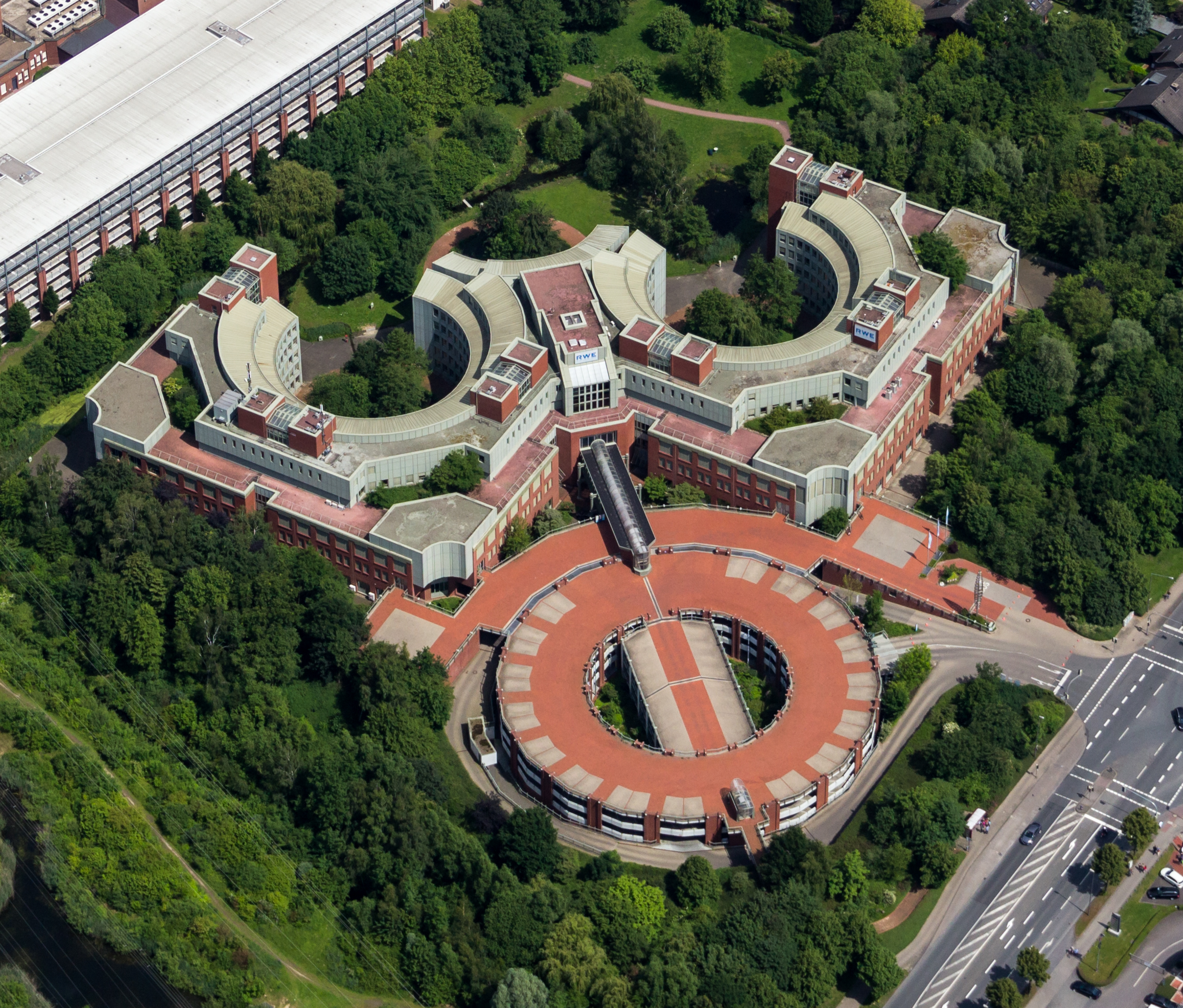
RWE-Verwaltung in Münster

Die RWE Westfalen-Weser-Ems AG (Sitz Dortmund) war bis zum 31. August 2009 ein regionaler Energieversorger für Strom, Gas und Fernwärme in Nordrhein-Westfalen und Niedersachsen.
Das Versorgungsgebiet für rund 1,1 Millionen Kunden umfasste den Kreis Recklinghausen und den Kreis Unna, das Münsterland, das Sauerland, das Emsland, das Osnabrücker Land, das Tecklenburger Land, Ostwestfalen-Lippe und Teile des Siegerlandes. Die RWE Westfalen-Weser-Ems hatte rund 2.700 Mitarbeiter.
Sie arbeiteten in der Hauptverwaltung in Dortmund, in den Verwaltungsstandorten der Vertriebsregionen Bochum, Münster und Osnabrück und in den (technischen) Regionalcentern Recklinghausen, Nordhorn, Münster, Osnabrück und Arnsberg. Der Umsatz des Unternehmens betrug im Jahr 2005 rund 5,1 Milliarden Euro, der Absatz rund 22 TWh Strom und 67 TWh Gas.

## Geschichte
Die RWE Westfalen-Weser-Ems AG existierte vom 1. Oktober 2003 bis 31. August 2009 und trat als integrierter Energieversorger an die Stelle des Stromvertriebsunternehmens RWE Plus, des Stromnetzbetreibers RWE Net und der Firma RWE Gas.
Das Versorgungsgebiet ist eine Zusammenlegung der Gebiete der Vereinigten Elektrizitätswerke Westfalen (VEW), der Niedersächsischen Kraftwerke (NIKE) und der Westfälische Ferngas-AG (WFG). Mit Handelsregistereintrag vom 1. September 2009 ist die Gesellschaft nach Maßgabe des Verschmelzungsvertrages vom 11. August 2009 mit der RWE Rhein-Ruhr AG (heute: Westenergie AG), Essen verschmolzen.